# Crise política no Benin em 2019
A crise política no Benin em 2019 é uma crise política e de segurança ocorrida durante a campanha eleitoral e após as eleições legislativas no Benim em 2019.

## Contexto pré-eleitoral

### Reforma do sistema eleitoral
A preparação para essas eleições foi marcada pela reforma do sistema eleitoral que levou ao desaparecimento dos partidos de oposição da disputa pelo poder legislativo. Enquanto que nas eleições legislativas de 2015 constataram-se vinte listas de partido disputando, nas eleições de 2019 registraram-se apenas duas listas autorizadas a participar. Essas duas listas, a da União Progressista e a do Bloco Republicano, são favoráveis ao Presidente Patrice Talon. 

### Apelos para adiar e boicotar as eleições
No final de março de 2019, a Corte Africana dos Direitos Humanos criticou os desvios que distanciam o país do Estado de direito. Em abril de 2019, Jean-Baptiste Elias, líder da Frente das Organizações Nacionais contra a Corrupção, declarou que "a democracia corre o risco de se transformar em ditadura" no Benin. Conforme a data das eleições se aproxima, Thomas Boni Yayi, ex-presidente da República, pede ao Presidente Talon que adie o processo eleitoral em curso. Ele alerta seu sucessor sobre os perigos causados pelo desaparecimento das oposições durante esta eleição, bem como "os abusos autoritários que o processo eleitoral acarreta". Os protestos organizados pela oposição para exigir o adiamento da votação são dispersos pela polícia e pelo exército. Diante da recusa de Patrice Talon, o ex-presidente Thomas Boni Yayi, tal como grande parte da oposição, pede o boicote às eleições.  A Anistia Internacional denuncia em comunicado à imprensa em 26 de abril “a onda de prisões arbitrárias de ativistas políticos e jornalistas e a repressão de protestos pacíficos”.

## Tensões no dia da eleição
O dia das eleições foi marcado por incidentes em sete cidades, de acordo com o Ministério do Interior do Benin. Em Tchaourou, cidade natal do ex-presidente Thomas Boni Yayi, protestos violentos impedem a votação no centro da cidade. Em Parakou, uma grande cidade no norte do país, as urnas são queimadas. Segundo Emmanuel Tiando, presidente da Comissão Eleitoral Nacional Autônoma, a votação não pôde ser realizada em 39 dos 546 distritos do país. Duas mortes foram registradas, bem como 206 incidentes (saques de assembleias de voto, confrontos entre manifestantes e forças de segurança ou entre apoiadores de diferentes partidos políticos). Confrontos acontecem entre os manifestantes que erguem barricadas em Cotonou. Essas eleições foram marcadas por uma mobilização muito baixa de eleitores e atos de violência. Embora em 2015 a participação atingiu 66%, nas eleições de 2019 registrou-se uma queda na participação, atingindo apenas 27,12%. Dependendo das assembleias de voto, a participação situa-se entre 1,25% e 63,27%.

## Violência pós-eleitoral

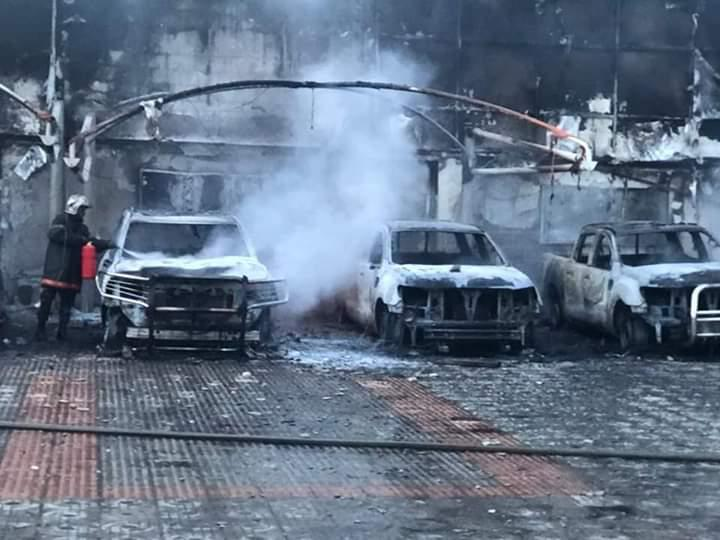
Veículos queimados em Cotonou em 1 de maio de 2019.

Nos dias seguintes às eleições, a violência se espalhou pelo país. Parte da violência está concentrada em torno da casa do ex-presidente Boni Yayi. Em 1 de maio de 2019, a polícia cercou o prédio, provocando a intervenção de ativistas que declaram se opor a uma tentativa de prisão. O Ministério do Interior afirma que as forças destacadas no bairro visam manter a calma e limitar a violência. Confrontos violentos ocorrem nos arredores, com gás lacrimogêneo e munição real sendo usadas contra os manifestantes que queimam pneus e atiram vários projéteis.  Pelo menos uma morte foi registrada no contexto deste evento. Entre os gravemente feridos, uma pessoa teria sido baleada nas costas. A Anistia Internacional denuncia a morte de quatro manifestantes e detenções arbitrárias, incluindo a de um homem gravemente ferido. A RFI informa sobre o forte destacamento de segurança nas ruas de Cotonou e Porto-Novo à medida que a cerimônia de posse da nova assembleia se aproxima: comandos de paraquedistas, tanques anti-motim e unidades da Guarda Republicana são responsáveis pela manutenção da ordem.

## Reações internacionais
Após a violência no início de maio, a ONU, através de Stéphane Lejarric, porta-voz do secretário-geral da organização, António Guterres, observa com preocupação a "reação brutal das forças de segurança”. A Embaixada dos Estados Unidos pede uma solução pacífica para a crise causada pelas eleições parlamentares. A Comunidade Económica dos Estados da África Ocidental (CEDEAO) e o Escritório das Nações Unidas para a África Ocidental e o Sahel (UNOWAS, sigla em inglês) instam uma resolução "legal e pacífica" da crise em curso.